# Firelight
«Firelight» — мальтийская фолк-группа, которая представляла Мальту на конкурсе песни «Евровидение 2014», с песней «Coming Home». Ребята заняли 23 место в финале.

## Состав группы
- Мишель Мифсуд — вокал, фортепиано, ударные музыкальные инструменты
- Ричард Эдвард Микаллеф — вокал, акустическая гитара, ударные музыкальные инструменты
- Тони Полидано — вокал, контрабас, бас-гитара, ударные музыкальные инструменты
- Мэтью Эллюль — акустическая гитара, электрогитара
- Лесли Десезар — ударная установка, ударные музыкальные инструменты, губная гармоника